# The 1975
The 1975 je anglická indie rocková kapela z Manchesteru. Jejími členy jsou Matty Healy (zpěv, kytara), Adam Hann (kytara), George Daniel (bicí, doprovodné vokály) a Ross MacDonald (baskytara). Na turné je doprovází ještě John Waugh (saxofon).
Kapela vydala čtyři EP a eponymní debutové album, které bylo vydáno 2. září 2013 společnostmi Dirty Hit a Polydor Records. 8. září 2013 album vystoupalo na vrchol UK Albums Chart. V rámci turné již The 1975 navštívili mnoho zemí, Českou republiku 27. února 2013 v prostorách Music Baru Lucerna a 21. října 2014 v MeetFactory. 26. února 2016 kapela vydala druhé studiové album s názvem I Like It When You Sleep, for You Are So Beautiful Yet So Unaware of It.
30. listopadu 2018 vydala kapela třetí studiové album s názvem A Brief Inquiry Into Online Relationships. 22. května 2020 přišlo na řadu čtvrté studiové album Notes On A Conditional Form

## Historie
Matthew Healy se s Rossem MacDonaldem, Adamem Hannem a Georgem Danielem seznámil ve Wilmslow High School nedaleko Manchesteru. Kapela vznikla poté, kdy místní radní zorganizoval několik koncertů pro mladé skupiny. Podle Healyho slov k němu Hann přišel „a řekl, že chce hrát na jednom z těch koncertů.“ Když dal Hann kapelu dohromady, začínali hraním coverů punkových písniček v místním klubu. Healy původně dělal bubeníka, ale po odchodu původního zpěváka, který si založil vlastní kapelu, přešel na jeho místo. Novým bubeníkem se stal George Daniel.
V srpnu 2012 vydali své první EP Facedown a 19. listopadu další EP Sex. Na začátku roku 2013 zahájili turné po Spojeném království a následně i Irsku. Na jaře vyjeli na turné po Spojených státech. 4. března 2013 vydali EP Music for Cars obsahující hit „Chocolate“ a 20. května vydali další EP IV. Poté ve velké míře koncertovali, dělali předkapely například pro Muse nebo The Rolling Stones. 2. září 2013 vydali své eponymní debutové album The 1975. Ještě tentýž měsíc byli na turné po Spojeném království, v říjnu koncertovali v Severní Americe a v listopadu v Evropě.

## Diskografie
Studiová alba
- The 1975 (2013)
- I Like It When You Sleep, for You Are So Beautiful Yet So Unaware of It (2016)
- A Brief Inquiry Into Online Relationships (2018)
- Notes on a Conditional Form (2020)

EPs
- Facedown (2012)
- Sex (2012)
- Music for Cars (2013)
- IV (2013)

Singly
- „The City“ (2012)
- „Chocolate“ (2013)
- „Sex“ (2013)
- „Girls“ (2013)
- „Settle Down“ (2014)
- „Robbers“ (2014)
- „Heart Out“ (2014)
- „Medicine“ (2014)

## Členové
- Matthew Healy – zpěv, kytara (2012–současnost)
- Adam Hann – kytara (2012–současnost)
- George Daniel – bicí (2012–současnost)
- Ross MacDonald – baskytara (2012–současnost)

Koncertní hudebník
- John Waugh – saxofon